# Ілона Ріхтер
Ілона Ріхтер (нім. Ilona Richter, 11 березня 1953) — німецька академічна веслувальниця.
Олімпійська чемпіонка 1976, 1980 років у складі вісімки.
Чемпіонка світу 1974 (вісімки), 1975 (вісімки), 1977 (розпашні четвірки зі стерновою) років, срібна призерка 1979 року в складі вісімки.
Срібна призерка Чемпіонату Європи 1973 року в складі вісімки.